# Le Plateau-Mont-Royal
Le Plateau-Mont-Royal (potocznie Le Plateau) - jedna z dziewiętnastu dzielnic Montrealu. Od północy i północnego wschodu ograniczona jest torami Kolei Transkanadyjskiej, od zachodu przez ulicę Avenue du Parc, a od południa przez ulicę rue Sherbrooke. Jest jednym z najgęściej zaludnionych miejsc w Kanadzie. Dzielnica znana jest z rozwiniętego życia artystycznego i kulturalnego.